# Жёлтая пелотрета
Жёлтая пелотрета (лат. Pelotretis flavilatus) — вид лучепёрых рыб из семейства ромбосолеевых, единственный в одноимённом роде (Pelotretis). Донная рыба, обитающая на дне на глубине от 22 до 385 метров (предпочитает глубину менее 30 м). Встречается в юго-западной части Тихого океана у побережья Новой Зеландии. Она может достигать 30 сантиметров в длину. Молодые особи собираются в защищенных прибрежных водах, таких как эстуарии, мелководные илистые и песчаные отмели, где они остаются до двух лет. Этот вид безвреден для человека и служит объектом промысла.